# 4-я Воеводинская ударная бригада
4-я Воеводинская народно-освободительная ударная бригада (сербохорв. Четврта војвођанска народноослободилачка ударна бригада / Četvrta vojvođanska narodnooslobodilačka udarna brigada) — воинское формирование Народно-освободительной армии Югославии.

## История
Сформирована 7 октября 1943 в Босутских лесах около деревни Вишничево приказом Главного штаба НОАЮ Воеводины от 27 сентября 1943. Костяк бригады составили 1-й и 2-й Сремские партизанские бригады. Из 1-го Сремского партизанского отряда в бригаду лично вошли 2-й батальон и по роте из 1-го и 3-го батальона, из 2-го Сремского партизанского отряда — целый 2-й батальон. В составе бригады появилось 3 батальона численностью около 700 человек.
Первый командный состав штаба бригады:
- командир Марко Миланович (Народный герой Югославии)
- политрук Милорад Митрович
- заместитель командира Душан Вукасович (Народный герой Югославии)
- заместитель политрука Богдан Вуйошевич (Народный герой Югославии)
- начальник штаба Светислав Тодорович
- интендант Светозар Панич
- офицер разведывательной службы Димитрие Шешеринац (позднее — Александр Бакич)
- референт санитарной службы Роса Дмитрич
- руководитель по работе с молодёжью Нада Видицки

Бригада подчинялась в течение войны 16-й Воеводинской дивизии. Участвовала в операциях «Шнеештурм» и «Камеръегерь», второй Тузланской и Дурмиторской операциях, боях за Белград, сражалась на Сремском фронте и за Вировитицкий плацдарм.
Награждена Орденами Партизанской звезды и «За заслуги перед народом».